# Ukrainske Karpater
De Ukrainske Karpater (ukrainsk: Українські Карпати) er en del af de østlige Karpater, inden for grænserne det nuværende Ukraine. De ligger i det sydvestlige hjørne af det Vestukraine, inden for administrative områder af fire ukrainske regioner (oblaster), der dækker den nordøstlige del af Zakarpatska oblast, den sydvestlige del af Lviv oblast, den sydlige halvdel af Ivano-Frankivsk oblast og den vestlige halvdel af Tjernivtsi oblast.
De Ukrainske Karpater strækker sig generelt i nordvest-sydøstlig retning, og starter ved Ukraines tredelte grænsepunkt med Polen og Slovakiet og fortsætter mod den ukrainske grænse til Rumænien. I den geologiske klassificering tilhører de ukrainske Karpater to karakteristiske kategorier, hvor hovedparten hører under de ydre østlige karpater og en mindre del til de indre østlige karpater.
Der er flere overlappende varianter af inddelinger, af de forskellige betegnelser for bjergkæderne i de Østlige Karpater. de De ydre østlige karpater, der spænder over det sydøstlige hjørne af Polen, det nordøstlige hjørne af Slovakiet og den vestlige del af Ukraine, almindeligvis kendt som Østbeskiderne (ukrainsk: Східні Бескиди; polsk: Beskidy Wschodnie), mens i Slovakiet betegnelsen Meadowed Mountains (slovakisk: Poloniny) bruges også til samme bjergkæde. Omfanget af disse udtryk varierer i overensstemmelse med forskellige traditioner og klassifikationer.

## Kort
- Østkarpaterne, omkranset i rødt og markeret med 4 og 5
- Ydre østlige Karpater, omkranset i rødt og markeret 4
- Indre østlige Karpater, omkranset i rødt og markeret 5
- Ydre subkarpatiske regioner, omkranset i rødt og markeret I.